# Saint-Vincent-d'Autéjac
Saint-Vincent-d'Autéjac är en kommun i departementet Tarn-et-Garonne i regionen Occitanien i södra Frankrike. Kommunen ligger i kantonen Caussade som tillhör arrondissementet Montauban. År 2022 hade Saint-Vincent-d'Autéjac 283 invånare.
Kommunen bytte den 6 december 2014 namn från Saint-Vincent till det nuvarande namnet.

## Befolkningsutveckling
Antalet invånare i kommunen Saint-Vincent
| Referens: INSEE |